# ランペドゥーザ島
ランペドゥーザ島（イタリア語: Isola di Lampedusa）は、地中海のシチリア島南方にあるイタリア領最南端の島。住民は約5500人。ペラージェ諸島最大の面積と人口を有する島であり、その中心である。観光地として知られ、透明度の高い海で名高い。
チュニジア東方、マルタとの間のシチリア海峡に位置するこの島は、北アフリカから最も近い位置にあるヨーロッパの国の領土であるために、アフリカや中東からの移民・難民の目的地となっており、近海ではしばしば海難事故が発生するなど問題となっている。行政上は、ペラージェ諸島に属する他の島ともども、シチリア州アグリジェント県に属するランペドゥーザ・エ・リノーザという基礎自治体（コムーネ）を構成する。

## 名称
この島は、シチリア語ではアンピドゥーサ（Ampidusa）と呼ばれる。ランペドゥーサとも転記される。古くは、ロパドゥサ（Lopadusa）とも呼ばれた。

## 地理

### 位置・広がり

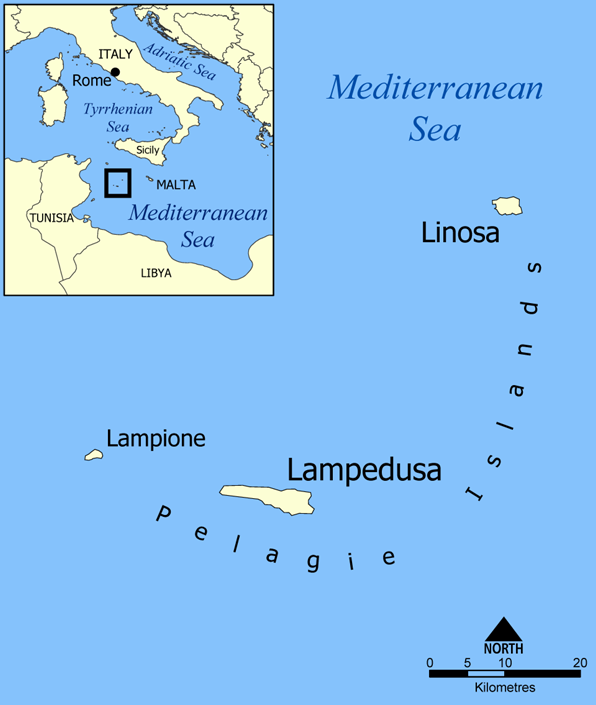
ペラージェ諸島

ランペドゥーザ島はペラージェ諸島のうちで最も南にあり、ランピョーネ島の東南東約20km、リノーザ島の西南西約45kmに位置する。島の形は東西に細長く、長さ9kmに対し幅は1.5km程である。面積は20.2km2で、シチリア所属の離島では6番目に大きい。
シチリア島のアグリジェントからは南西へ約220kmもあるのに対し、チュニジアの海岸からは東へ113kmしか離れていない。地勢的にはアフリカとのつながりが強く、アフリカとの間の海底の最深部は120mほどである。そのため地理的にはヨーロッパではなくアフリカに属するとされることがある。なお、北北西へ約160kmの位置にイタリア領パンテッレリーア島、東北東へ約170kmの位置にマルタ島（マルタ共和国）がある。
ランペドゥーザ島はイタリア共和国で最も南に位置する島であり、ペッシェ・スパーダ岬がイタリア共和国最南端である。北緯35°30'という緯度は、メリリャ（北緯35° 17'）には及ばないもののチュニス、アルジェ、セウタなどより南にあり、ヨーロッパ大陸ではここより南の場所はない。なお、ヨーロッパ州最南端の島は、クレタ島（ギリシャ）の南にあるガヴドス島という小島で、北緯34° 48'に位置している。欧州連合ということで考えた場合、キプロス島が北緯34° 33' と最南端となる（スペインのカナリア諸島を除く）。

### 地勢
島の最高点はアルベロ・デル・ソーレ（albero del sole）で、標高133m。

## 歴史

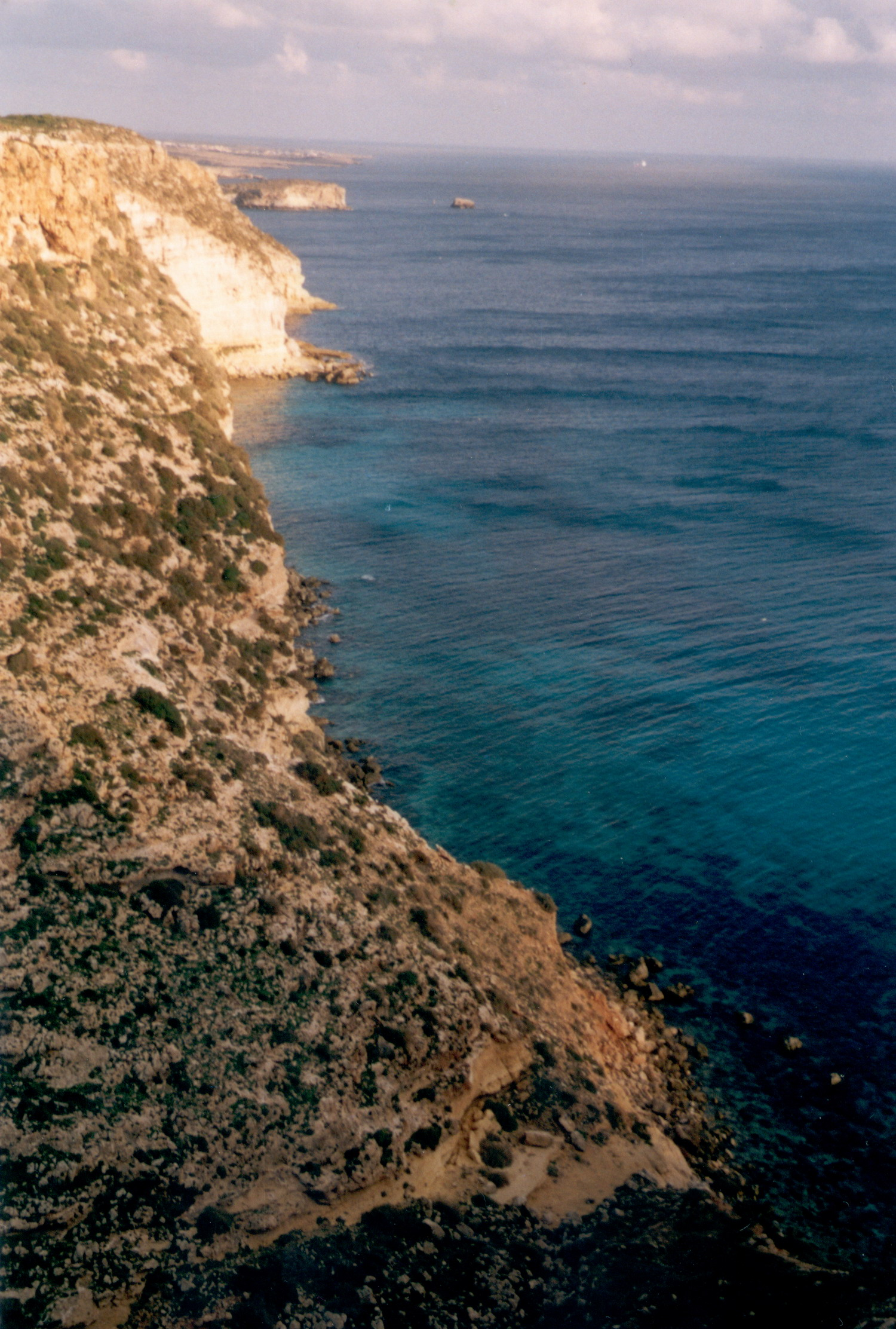
島南部の海岸

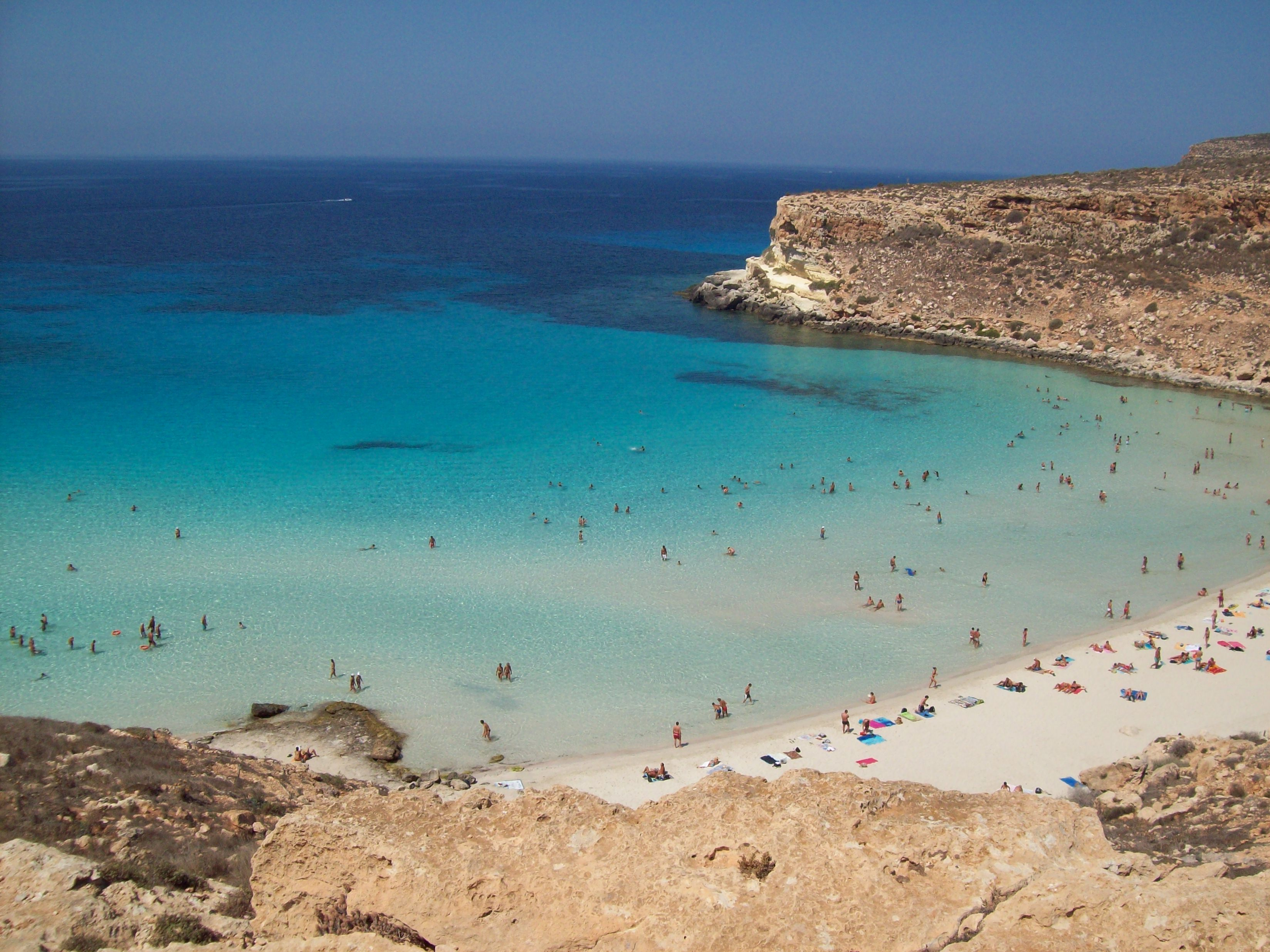
島南部の海岸

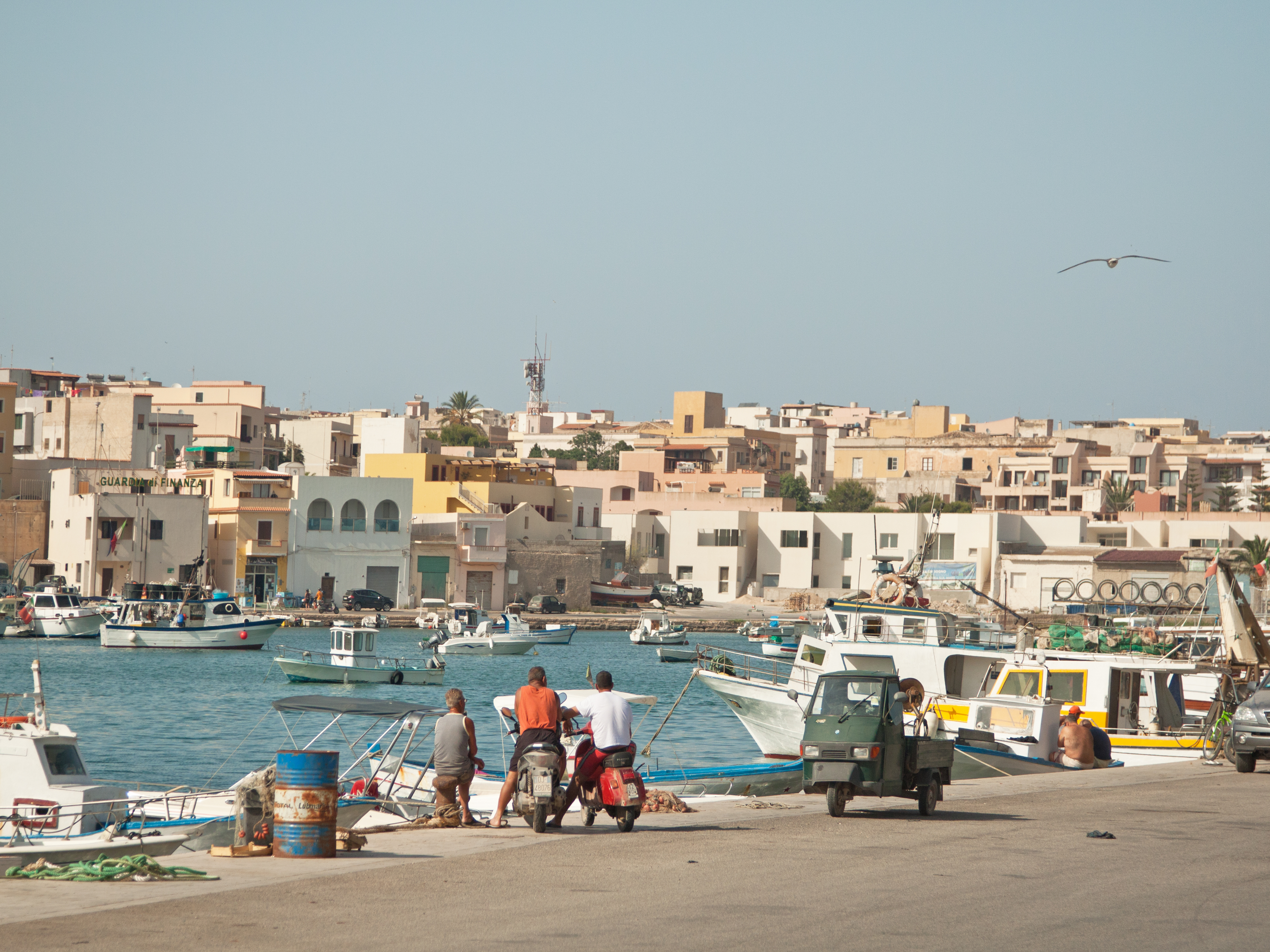
街並み

古代ギリシア時代からロパドゥサは港湾都市として知られた。漁業も盛んで、紀元前4世紀から紀元前1世紀ごろに島で発行された青銅貨には主にカニやマグロが描かれ、ローマ帝国支配下ではガルムの生産拠点としても利用された。
1860年よりイタリア王国領となっており、その頃は流刑地として使われた。第二次世界大戦中の1943年には、パンテッレリーア島侵攻作戦（コークスクリュー作戦）に付随してイギリス軍によって占領されている。この戦いは、シチリア上陸作戦（ハスキー作戦）の前哨戦であった。1960年代には北大西洋条約機構の基地が設置された。
2013年7月8日には、ローマ教皇フランシスコが島を訪れた。ローマとその周辺を除き、フランシスコが教皇として初めて訪問した場所となった。この訪問は、難民を運んでいた漁船が島の近海で遭難した事件に心を痛めたことから実現したもので、犠牲者に対するミサが捧げられた。

## 社会

### 産業
主な産業は農業、漁業、観光である。水産資源としては、イワシ、アンチョビ、海綿、サンゴなどがある。
苛酷な自然環境のため農作物が育たず、野菜は他の地域からの輸入に頼り、ガソリンはシチリア島から月に1度しか運ばれない為、物価はイタリア本土に比べるとかなり割高である。高齢化が進行している。重病人が出るとフェリーで12時間掛かる島外の病院に行かないといけない。
ベストセラー書籍「死ぬまでに行きたい！世界の絶景」にて、ランペドゥーザ島の光景が「世界1位の絶景」として紹介されたことで観光地としての人気が高まり、近年日本からの観光客が増加している。

### 移民・難民問題
ランペドゥーザ島は北アフリカから最も近い位置にあるヨーロッパ諸国の領土であるため、ヨーロッパを目指すアフリカからの移民・難民の目的地となっている。ランペドゥーザ難民収容センターが設けられているが、定員を超過する状況が続いている。イタリアではシェンゲン協定に基づき、他のヨーロッパ諸国へ難民を移動させたいとしているが、フランスなどはこの動きに反発し難民を乗せた列車を国境で停車させるなどしており、両国間で協議が行われている。
2010年から翌年にかけて発生したジャスミン革命の際には、約5000人の島民に対して数万人規模の大量の難民がランペドゥーザに到着している。また、島の近海ではしばしば難民を乗せた船の海難事故が発生し、多くの犠牲者を出している（2013年ランペドゥーザ島難民船沈没事故参照）。
2013年7月に島を訪問したフランシスコ教皇は、海難事故の犠牲者たちに祈りを捧げ、移民や難民（イスラム教徒を含む）と面会、移民の苦境について世界が関心を払うようメッセージを発した。教皇の訪問と移民問題についての発言に対し、ラウラ・ボルドリーニ下院議長（元国連難民高等弁務官事務所報道官）は高く評価し、エンリコ・レッタ首相も謝意を表明した。一方で保守派は不法移民にお墨付きを与えるものとして懸念を表明している。移民の受け入れが負担となっている地元自治体（ランペドゥーザ・エ・リノーザ）の市長は、イタリア政府やヨーロッパ各国に対して支援を要請した。

## 自然環境

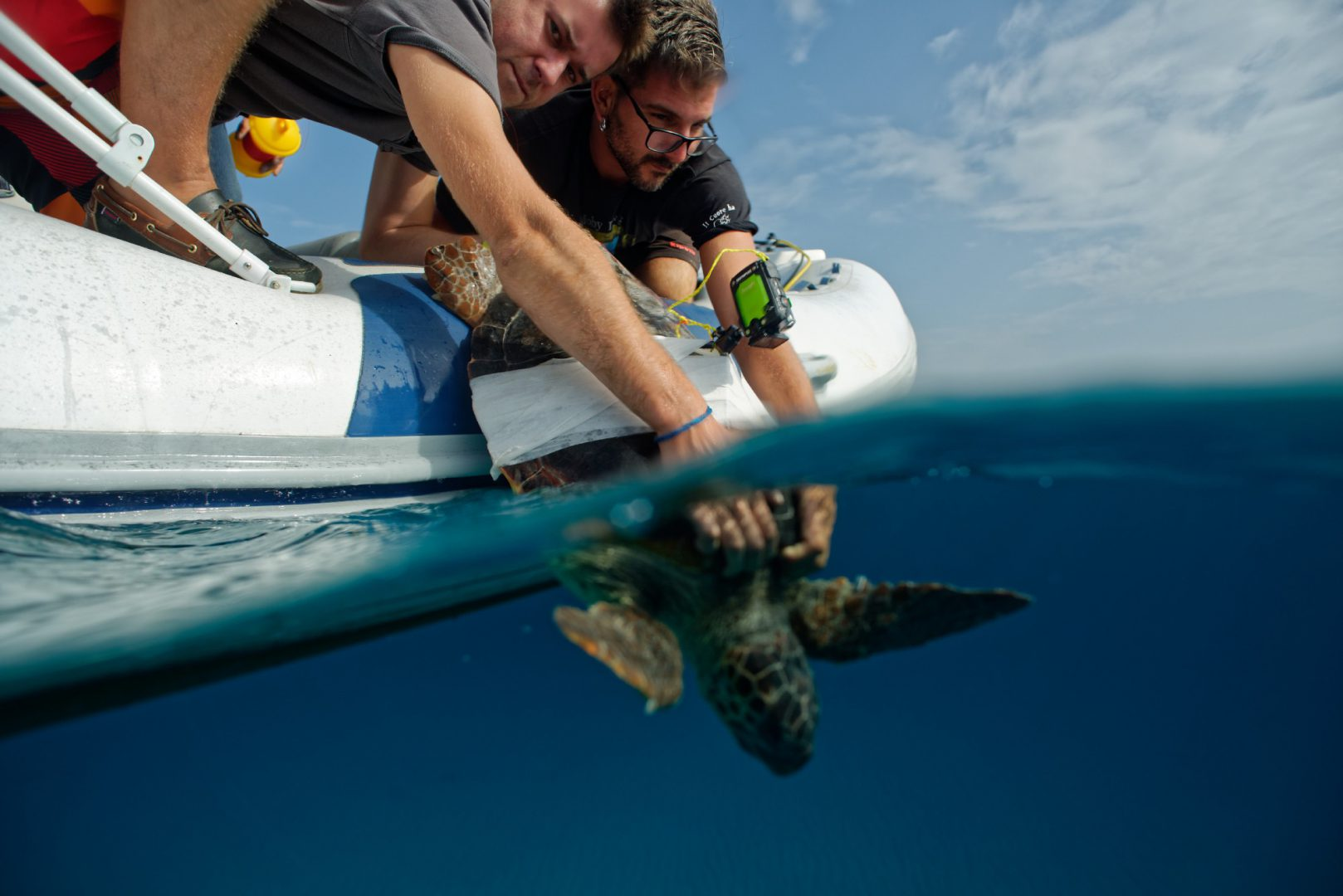
ウミガメ

石灰質の土地であり、植生は地中海の特色を持つ、つまり不毛である。海岸地形は断崖と自然保護区になっているビーチのほか、海蝕洞が特徴的である。
島の南東部タバッカーラ入り江周辺の海は雨が少なく、海綿が多く生息し栄養分が少ないため透明度が高い。その上、崖から海に石灰分が多く粒の大きい砂が落ちて堆積し遠浅の海底となっている。波が穏やかな日に太陽が高く上ると、透明な海水と海底に映った船影との相対的な錯視により海面上の船が宙に浮いているように見え「空飛ぶ船」として世界で有数の絶景だといわれている。
自然保護区 (it:Riserva naturale orientata Isola di Lampedusa) に指定されている。
マンタや小型の鯨類（ハナゴンドウやイルカ類など）がよく見られるほか、南岸沖のコニーリ島（兎島）は、地中海全域で絶滅危惧となっているアカウミガメが産卵に訪れる場所としてはイタリア国内で最後の場所であり、専用の保護団体も存在する。また、ランペドゥーザ島近海は、大西洋で唯一妊娠中のメスと新生児のホオジロザメが目撃されている場所でもある。2015年には、ランペドゥーザ島は地中海のナガスクジラの越冬地であることが判明し、岸から数百ｍの海域で採餌する姿もよく見られる。 また、本来地中海には珍しいと思われていたザトウクジラが島の周囲で確認されてきている。
リノーザ島にならび、ランペドゥーザ島は1950年代まではチチュウカイモンクアザラシの生息地でもあった。

## 交通・アクセス

### 空港
- ランペドゥーザ空港（英語版）

## 人物

### ゆかりの人物
- ジュゼッペ・トマージ・ディ・ランペドゥーサ - 貴族、作家。パルマ公爵、ランペドゥーサ公。
- ドメニコ・モドゥーニョ - 歌手、俳優、政治家。当地にて死去。